# Nälden
Nälden är en tätort i Näskotts distrikt (Näskotts socken) i Krokoms kommun, Jämtlands län (Jämtland). Orten ligger invid länsväg 666 och Mittbanan. Nälden ligger i en dalgång runt Näldsjöns utlopp. Genom samhället flyter Faxån som förbinder Näldsjön och Alsensjön. 

## Historia
Nälden är ett gammalt stationssamhälle. År 1882 öppnades hela järnvägslinjen mellan Trondheim och Östersund. Järnvägen kom att få stor betydelse för utvecklingen av Nälden, men orten saknade tåguppehåll mellan 2000 och december 2022, då tågtrafiken återupptogs i samband med att en ny station byggts.
Fram till 1973 gick dåvarande Europaväg 75 genom Nälden. 
Nälden var centralort i Näskotts landskommun fram till 1951. 

### Befolkningsutveckling
| Befolkningsutvecklingen i Nälden 1960–2020 | Befolkningsutvecklingen i Nälden 1960–2020 | Befolkningsutvecklingen i Nälden 1960–2020 | Befolkningsutvecklingen i Nälden 1960–2020 | Befolkningsutvecklingen i Nälden 1960–2020 |
| ------------------------------------------ | ------------------------------------------ | ------------------------------------------ | ------------------------------------------ | ------------------------------------------ |
|                                            |                                            |                                            |                                            |                                            |
| År                                         |                                            |                                            | Folkmängd                                  | Areal (ha)                                 |
| 1960                                       | 1960                                       |                                            | 591                                        |                                            |
| 1965                                       | 1965                                       |                                            | 614                                        |                                            |
| 1970                                       | 1970                                       |                                            | 573                                        |                                            |
| 1975                                       | 1975                                       |                                            | 881                                        |                                            |
| 1980                                       | 1980                                       |                                            | 967                                        |                                            |
| 1990                                       | 1990                                       |                                            | 968                                        | 128                                        |
| 1995                                       | 1995                                       |                                            | 942                                        | 129                                        |
| 2000                                       | 2000                                       |                                            | 905                                        | 130                                        |
| 2005                                       | 2005                                       |                                            | 881                                        | 130                                        |
| 2010                                       | 2010                                       |                                            | 873                                        | 129                                        |
| 2015                                       | 2015                                       |                                            | 986                                        | 131                                        |
| 2020                                       | 2020                                       |                                            | 995                                        | 132                                        |
|                                            |                                            |                                            |                                            |                                            |

## Samhället
I Nälden finns i dag en ICA-affär, en ishall (Näskottshallen, byggd omkring år 1990) och en relativt ny idrottshall (byggd omkring år 2000). Orten har en F-6-skola.

## Näringsliv
Nälden är en industri- och serviceort som är mest känd för sina ullspinnerier som startade i mitten på 1800-talet. Näldens äldsta industri, Näldens ullspinneri, startade 1863 av Lars Larsson från Valne och M. Öberg från Rödön. Ullspinneriet kom att bli känd för sin vadmal och sina filtar. År 1900 bildades Näldens åkdons- och maskinfabrik (senare Näldens Trä), vilken på 1920-talet började tillverka möbler. En av de större industrierna är Hallströms verkstäder som bl.a. tillverkar rör till ventilationssystem. Föregångaren till Hallströms var ett byggnadsplåtslageri som startade 1913. Näldens Värmeindustri AB är också placerat här. NVI tillverkar rostfria modulskorstenar.

## Idrott
Ortens idrottsförening, Näldens Idrottsförening (NIF), grundades år 1908. Föreningen är mestadels inriktad på ishockey och fotboll men även längdskidåkning.

## Kända personer från Nälden
- Erika Wiklund, Sveriges första Europamästarinna i höjdhopp för juniorer på 182 cm
- Adolf Jahr, skådespelare